# La Chapelle-Janson
La Chapelle-Janson era una comuna francesa que estaba situada en el departamento de Ille y Vilaine, de la región de Bretaña, que el 1 de enero de 2024 pasó a formar parte de la comuna nueva de La Chapelle-Fleurigné como comuna delegada.

## Demografía
| Gráfica de evolución demográfica de La Chapelle-Janson entre 1800 y 2021 |
|                                                                          |

Los datos demográficos contemplados en este gráfico de la comuna de La Chapelle-Janson se han cogido de 1800 a 1999 de la página francesa EHESS/Cassini, y los demás datos de la página del INSEE.